# Robert Call Masià
Robert Call Masià, homme politique andorran, né le 11 avril 1966. Il est membre du Parti libéral d'Andorre. Il est élu en 2005 pour la première fois conseiller général.